# Stigmatophora roseivena
Stigmatophora roseivena là một loài bướm đêm thuộc phân họ Arctiinae, họ Erebidae.